# Telebasis garrisoni
Telebasis garrisoni là một loài chuồn chuồn kim trong họ Coenagrionidae.
Telebasis garrisoni được miêu tả khoa học năm 1995 bởi Bick & Bick.